# Велико Очијево
Велико Очијево је насељено мјесто у Босни и Херцеговини, у општини Бихаћ, које административно припада Федерацији Босне и Херцеговине. Према попису становништва из 1991. у насељу је живјело 72 становника.

## Географија
Његов природни и географски положај више опредељује припадност дрварском подручју. Велико Очијево се налази са десне стране Унца који је јужна граница. На једном месту Унац прави мало проширење и тај део има жупски карактер (Луке). Сви остали положаји су висински, неки и планински. Према западу је Мало Очијево, према северу и истоку су косе Осјеченице. Село је јако кршевито с врло плитким слојем плодне земље.
Делови подручја, уз реку Унац, припадају Националном парку Уна.

## Историја
Историја Великог Очијева се не разликује од историје Малог Очијева. Оба Очијева, као једно подручје, помињу се у документима каптола у Книну из 14. и 15. века, који је морао у неколико наврата интервенисати у сукобима око права на Очијево између породице Мишљеновић и осталих породица племена Колунић.
У селу Великом Очијеву је 1917. године рођен Ранко Шипка, партизански борац, ратни командант Пете крајишке козарске ударне бригаде и Четврте крајишке дивизије. Он је погинуо 1944. године, а после рата је проглашен за народног хероја Југославије.
У току Другог светског рата, октобра 1941. године у близини Великог Очијева је убијен Марко Орешковић, један од организатора устанка у Лици. Он је стардао приликом повратка из Дрвара, када га је из користољубља убила једна група одметника.

## Становништво
По попису из 1991. у селу је живело 72 становника.
| Националност       | 1991. |
| Срби               | 70    |
| Југословени        | 1     |
| остали и непознато | 1     |
| Укупно             | 72    |